# Castello Brown
El Castello Brown es una casa-museo situada a una cierta altura por encima del puerto de Portofino, Italia. El castillo está bien situado para la defensa del puerto, y según el Registro de Génova, fue utilizado como estructura de defensa desde el siglo XV.

## Historia
Según la Oficina del Registro de Génova, pilas de cañón fueron construidas en el lugar a principios del siglo XVI , e ingeniero militar Giovanni Maria Olgiati dibujó los planos por una fortaleza cabe el 1554. El castillo resultante fue completado el 1557, y, el 1575, fue  utilizado para contestar un ataque en la ciudad por parte de Giò Andrea Doria. La estructura fue ampliada entre 1622 y 1624, habiendo sobrevivido de esta forma durante un siglo y medio. La pequeña torre fue destruida el 1798 por un ataque inglés durante la República Lígur de Napoleón. El castillo fue abandonado el 1815, después del Congreso de Viena .
El 1867, la estructura fue adquirida por 7,000 liras por Montague Yeats-Brown, entonces cónsul inglés a Genoa. quien contrató al arquitecto Alfredo De Andrade, y siguiendo el consejo de su amigo y artista James Harris el fuerte fue transformado en una villa cómoda sin alteraciones sustanciales en su estructura general. Sus descendentes aguantaron la propiedad hasta 1949, entonces la vendieron a una pareja inglesa, el Coronel John Baber y Señora , que restauraron muchas secciones en ruinas, hasta que a su vez, lo vendieron en 1961 a la Ciutat de Portofino.

## Curiosidades
Elizabeth von Arnim escribió en el castillo , su libro The Enchanted April, el 1922. La película de 1992, también se filmó en el castillo.